# Parque Georges Brassens

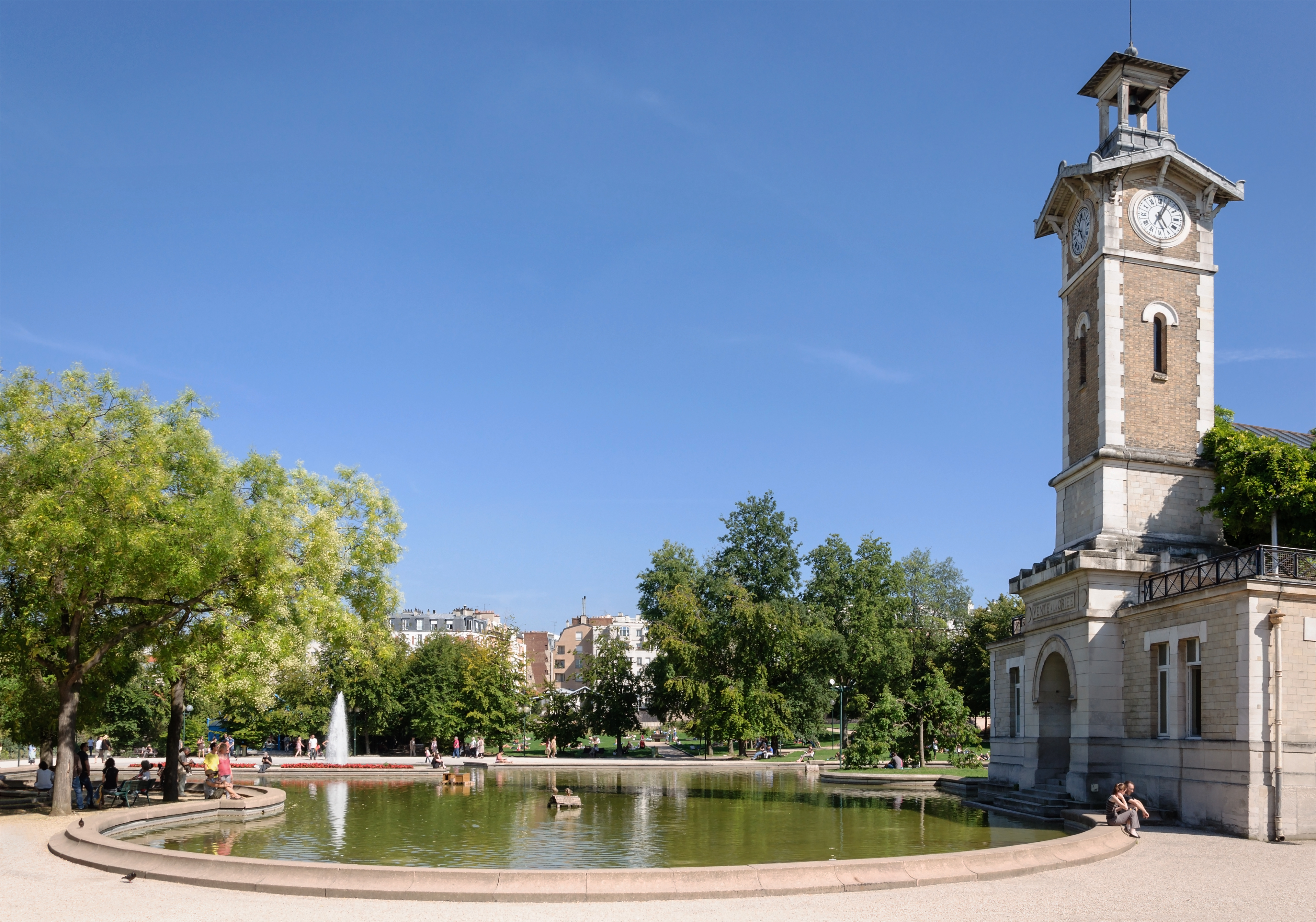
Torre del reloj sobre el lago del Parque Georges Brassens de París

El parque Georges Brassens está situado en el XV Distrito de París, en el solar dejado por los antiguos mataderos de Vaugirard. Inaugurado en 1975, abarca una superficie de 8,7 hectáreas en un terreno abrupto que en  el siglo XVIII albergaba, el famoso viñedo de Périchot.

## Historia del nombre

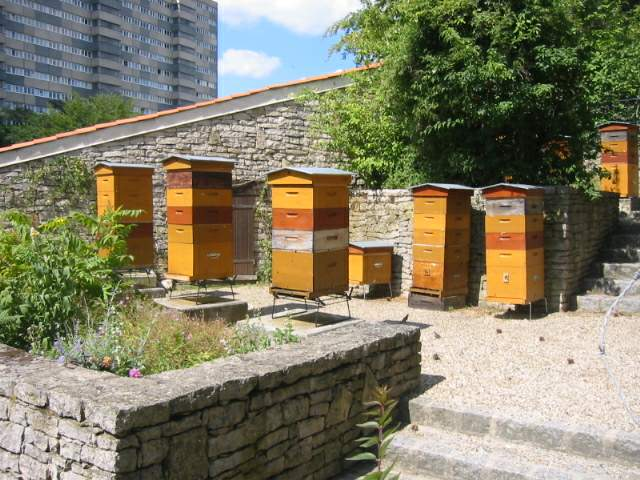
Colmenas del parque perfumado

El parque fue llamado Georges Brassens en homenaje al artista que vivió la mayor parte de su vida en París, a escasa distancia del lugar, en el impasse Florimont ( distrito XIV),y posteriormente en el número 42 de la rue Santos Dumont ( distrito XV).

## Situación

Parc Georges-Brassens, Paris

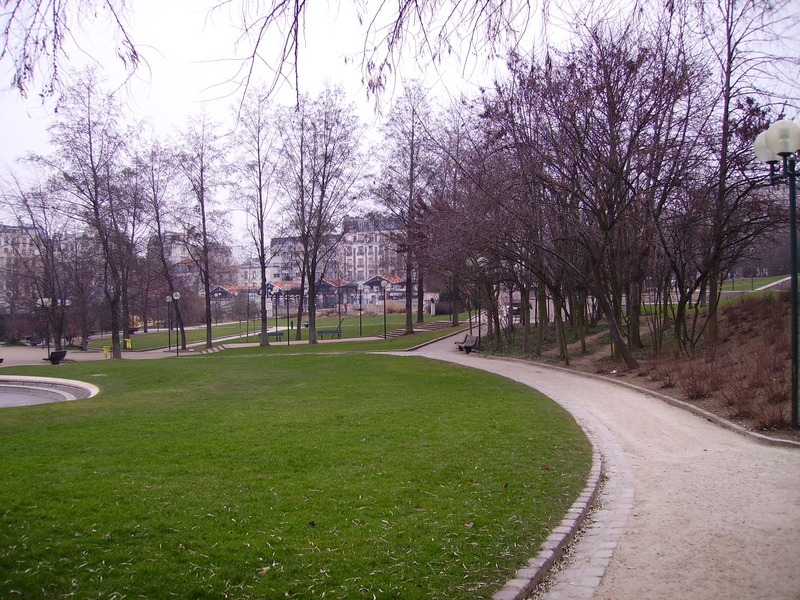
Vista general del parque, con los edificios del Mercado de libros antiguos al fondo

Se localiza en las coordenadas: 48°49′53″N 02°17′56″E / 48.83139, 2.29889
- Bus: Líneas de autobús 89 y 95

La entrada principal del parque se ubica en el número 2 de la Plaza Jacques Marette ( d.15 )
- Metro de París:

-  Línea 13 Puerta de Vanves
-  Línea 12 Convention
- Tranvía de París: Línea 3, estación de Georges Brassens

## Urbanismo

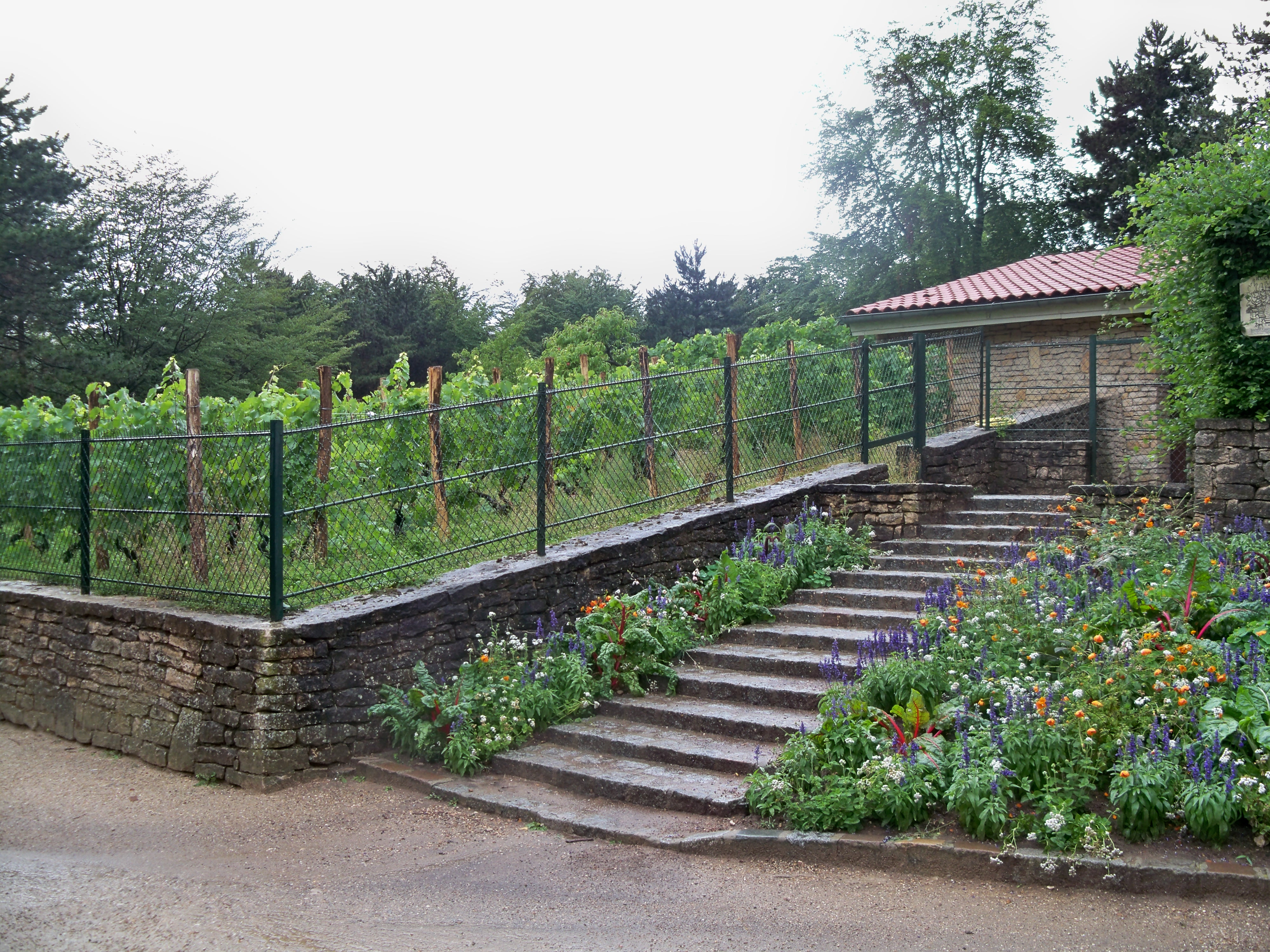
Viñedos y flores del parque

El Parque Georges Brassens, fue construido en el solar del mercado de caballos de Vaugirard y sus mataderos. Inaugurado en 1975.
Del antiguo mercado se conservaron las puertas monumentales (adornadas  con un caballo) y el edificio de la torre del reloj y las antiguas caballerizas. Una parte del parque está dedicado a un "jardín perfumado", de cuyas flores se nutren las colmenas instaladas en el recinto. Otra sección está dedicada a la recuperación de los viñedos.  Varias esculturas adornan el parque, entre ellas una de Albert Bouquillon.
Un comercio de libros antiguos y de ocasión se celebra cada fin de semana, instalado en 1987 en las antiguas cuadras para los caballos.
Además en el recinto del parque se levanta el edificio del teatro Silvia-Monfort.

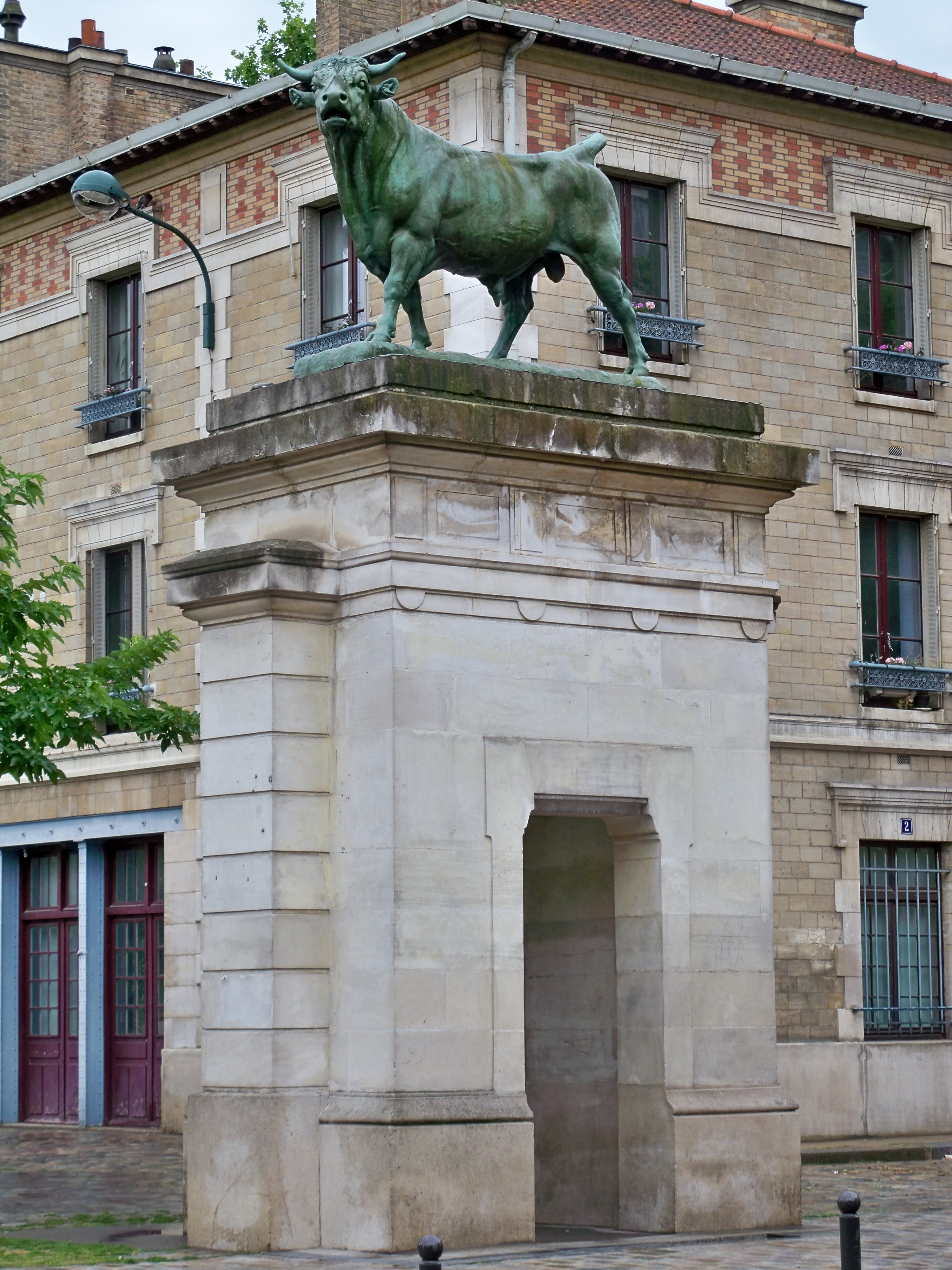
Escultura del Toro de Isidore Bonheur

## Esculturas

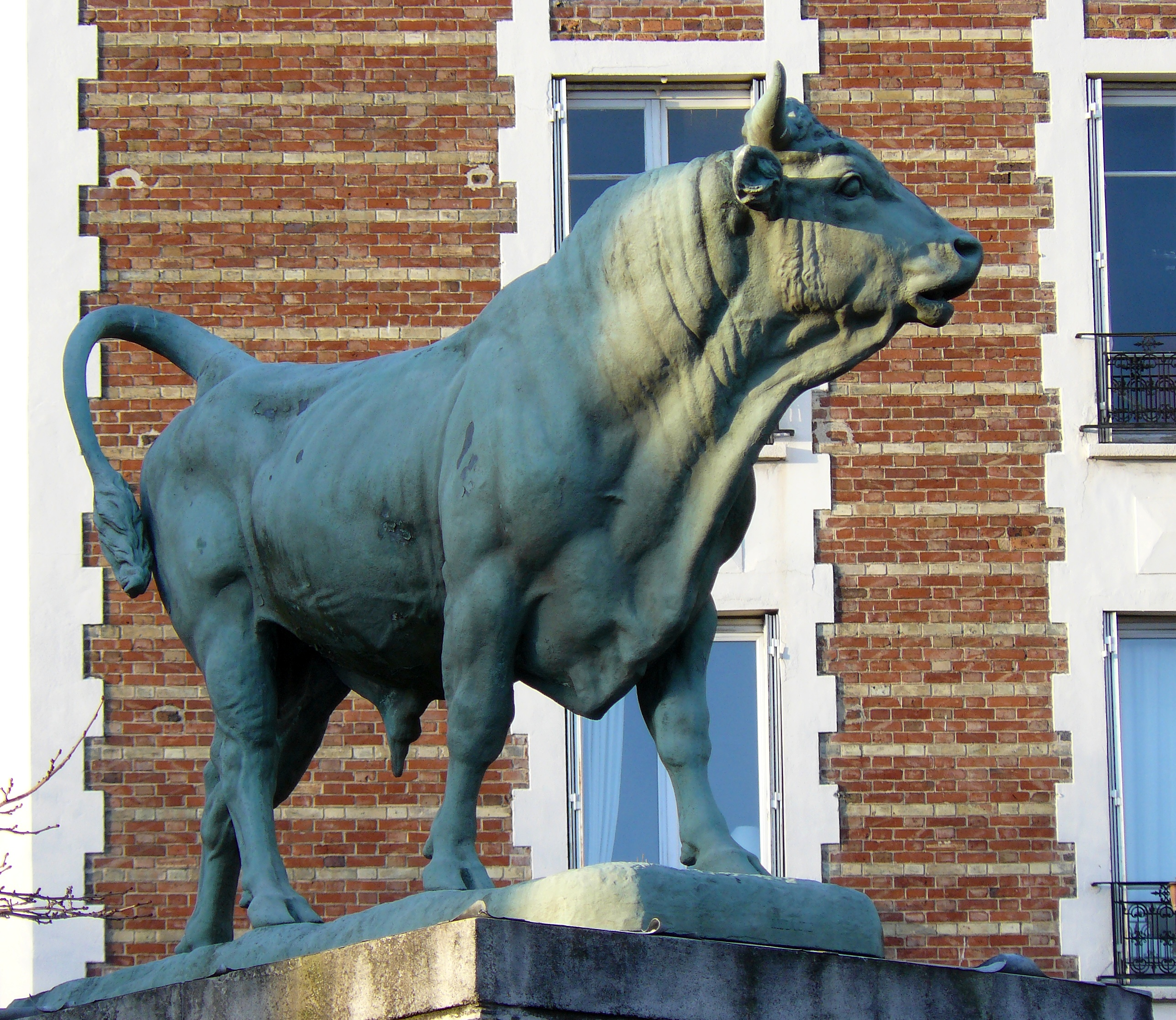
Toro de Bronce de Isidore Bonheur

El parque está decorado con cuatro esculturas: dos estatuas de animales El asno - L'Âne  de François-Xavier Lalanne, y los Toros - Les Taureaux de Isidore Bonheur ); el Portador de carne - Le Porteur de viande de Albert Bouquillon, en referencia a los antiguos mataderos de Vaugirard y un busto de Georges Brassens obra de André Greck.

## Trivialidades
- La banda de rock Astonvilla[5] en 2001 gravó en el parque el vídeo titulado Raisonne.